# Тростянецька сільська рада (Снятинський район)
| Тростянецька сільська рада — колишній орган місцевого самоврядування у Снятинському районі Івано-Франківської області з адміністративним центром у с. Тростянець. Водоймища на території, підпорядкованій даній раді: потічок Дубовець. Сільській раді підпорядковані населені пункти: - с. Тростянець |

## Склад ради
Рада складається з 16 депутатів та голови.

### Керівний склад ради
| ПІБ                      | Основні відомості                                                             | Дата обрання | Дата звільнення |
| ------------------------ | ----------------------------------------------------------------------------- | ------------ | --------------- |
| Пилип'юк Іван Михайлович | Сільський голова, 1969 року народження, освіта, безпартійний                  | 26.03.2006   | 31.10.2010      |
| Пилип'юк Іван Михайлович | Сільський голова, 1969 року народження, освіта середня загальна, безпартійний | 31.10.2010   |                 |

Примітка: таблиця складена за даними джерела